# 刁韪
刁韪（?—?），字子荣，彭城（今江苏省徐州市）人，东汉官員。
五官中郎将黄琬、光祿勳陈蕃以才行举薦平原刘醇、河东朱山、蜀郡殷参。陈蕃、黄琬被权富人家中伤，事下御史中丞王暢、侍御史刁韪。刁韪、王暢同情陈蕃、黄琬，沒有彙報其事，左右陷害他們為朋党，王暢貶官议郎，陈蕃免官，黄琬、刁韪同時受到免官禁锢处分。
后來陈蕃被征召，而提建議的人多提刁韪辯駁，再被任命為议郎，改任尚书。在朝以鲠直著称，出为鲁相、东海相。性情剛猛，有膽識，所到之處被称為神明。他常以法度自律，家人都见不到他放鬆懈怠的容色。曾荐王畅、李膺等人可参三公之选。